# NGC 2472
NGC 2472 (również PGC 22364) – galaktyka spiralna (S?), znajdująca się w gwiazdozbiorze Rysia. Odkrył ją 20 lutego 1851 roku Bindon Stoney – asystent Williama Parsonsa. Identyfikacja obiektu NGC 2472 jest niepewna.